# Robuste (film)
Pour plus de détails, voir Fiche technique et Distribution.
Robuste est un film français réalisé par Constance Meyer, sorti en 2021. Le film est sélectionné dans le cadre de la Semaine de la critique au festival de Cannes 2021.

## Synopsis
En l'absence de Lalou, son assistant, garde du corps et chauffeur habituel, Georges, acteur de cinéma vieillissant, se voit attribuer une jeune remplaçante prénommée Aïssa. A priori, tout sépare cet acteur grincheux, désabusé mais aussi usé par la vie et la jeune agente de sécurité qui s'entraine pour devenir championne de lutte libre. 
Durant quelques semaines un lien de plus en plus « robuste » va se mettre en place entre cette nounou particulière qui mène sa propre vie et cet homme autant envahissant qu'attachant,.

## Fiche technique
- Réalisation : Constance Meyer
- Scénario : Constance Meyer, avec la collaboration de Marcia Romano
- Photographie : Simon Beaufils
- Montage : Anita Roth
- Musique : Babx
- Production : Isabelle Madelaine
- Sociétés de production : Dharamsala, Scope pictures, en coproduction avec France 2
- Société de distribution : Diaphana Distribution
- Pays de production :  France
- Langue originale : français
- Genre : comédie dramatique
- Durée : 95 minutes
- Dates de sortie : 
  - France : 7 juillet 2021 (Festival de Cannes, Semaine de la critique), 2 mars 2022 (en salles)

## Distribution
- Gérard Depardieu : Georges
- Déborah Lukumuena : Aïssa
- Lucas Mortier : Eddy
- Megan Northam : Cosmina
- Florence Janas : Adeline
- Steve Tientcheu : Lalou
- Théodore Le Blanc : Gabriel
- Lola Dueñas : Magali
- François Loriquet : Régis
- Florence Muller : Elvire
- Georgia Scalliet : Emma

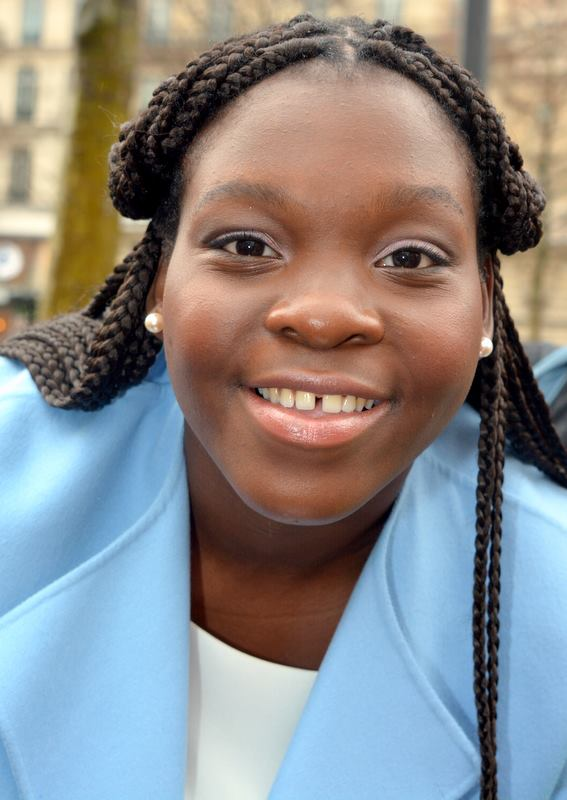
Déborah Lukumuena interprète le rôle d'Aïssa.

- Sébastien Pouderoux : Nicolas Canteret

## Musique

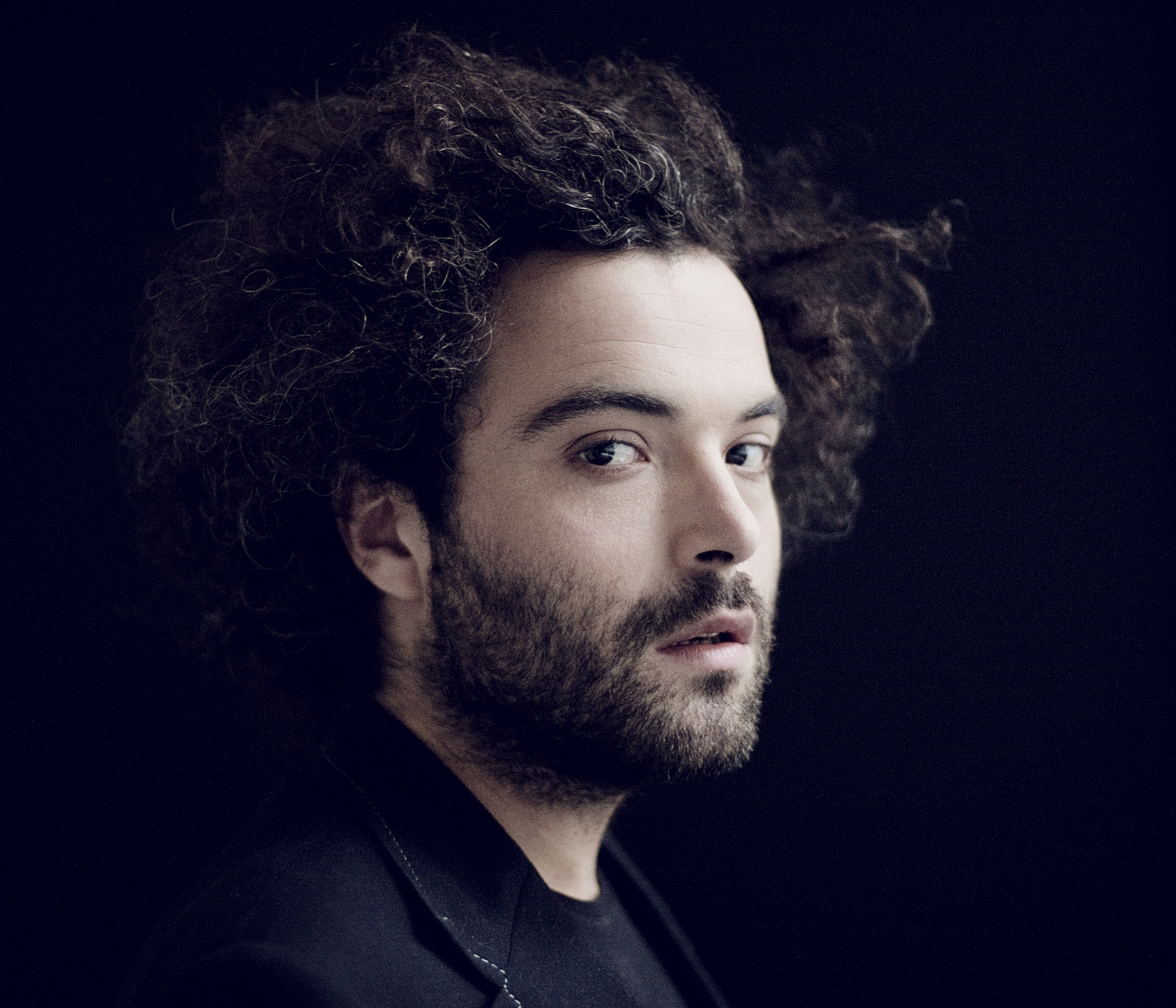
Babx, auteur de la BO.

David Babin, alias Babx, est le créateur d'une musique essentiellement composée de voix par le Trio Musica Humana, dans une forme rappelant les airs liturgiques. Le compositeur a également créé des maquettes de chœurs, en s'inspirant de certains textes de William Blake pour les paroles, avec un logiciel spécial qu'il a ensuite mélangé aux voix des chanteurs préalablement enregistrées. Durant la scène de l'aquarium, Babx restitue les voix « fausses » du logiciel donnant ainsi, selon la réalisatrice, un aspect encore plus onirique à la scène.
Durant ce film, d'autres œuvres musicales sont diffusées :
- Breathless : chanson d'Octave Lissner
- Quelques mots d'amour : chanson de Michel Berger

## Accueil

### Accueil critique
Malgré un certain esthétisme, de bonnes critiques de la part de la presse — notamment à l'égard de la prestation de la jeune actrice Déborah Lukumuena —,,, ainsi que sa  sélection officielle dans le cadre de la Semaine de la critique à Cannes en 2021, ce film est un échec commercial.

### Box-office
Pour son premier jour d'exploitation en France, le film se place en 5e position du box-office des nouveautés avec 3 393 entrées, dont 891 en avant-première, pour 132 copies, devant Ali et Ava (3 076) et derrière Viens je t'emmène (4 917). Le film  a enregistré 30 747 entrées durant son exploitation dans les salles entre le 2 mars et le 20 avril 2022.

## Sélection
- Semaine de la critique au festival de Cannes 2021[11],[12],[13].

## Autour du film

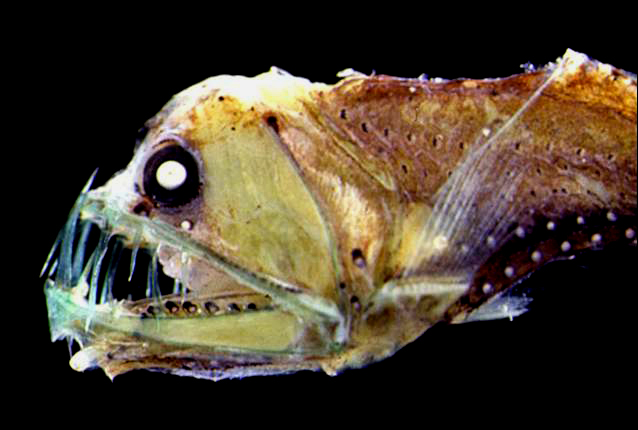
Poisson abyssal.

Les scènes du film de la maison de Georges (Gérard Depardieu) ont été tournées par le chef opérateur du film Simon Beaufils dans une demeure du 16ème arrondissement de Paris. C'est dans une pièce noire de cette maison que Georges présente à Aïssa sa collection de poissons des abysses, dans un aquarium éclairé à la lumière ultraviolette. 
Ces poissons ont été reconstitués avec des effets spéciaux VFX en postproduction. Durant le tournage, Les deux acteurs ne voyaient qu'un grand aquarium rempli d’eau avec des points rouges collés sur la paroi de l’aquarium pour figurer les poissons.